# Perfect Queen
「Perfect Queen」（パーフェクト・クイーン）は、ZEEBRAの楽曲で、8枚目のシングル。2003年7月30日にポニーキャニオンから発売された。2003年のシングル連続リリース第3弾となるシングル。

## 収録曲
1. Perfect Queen
作詞・作曲：Roger Troutman/Larry Troutman
Produced by FIRSTKLAS
  - dwango「40メロミックス」CMソング
  - Roger and the Zappの「I Want to Be Your Man」をサンプリングしている[1]。
  - ミュージック・ビデオには、当時CanCamモデルで、かつて自身の妻であった中林美和が出演。中林との間で子供が妊娠（できちゃった結婚）し、それがきっかけでプロポーズ代わりに制作された1曲[2]。ロケ地はハワイである。ジャケット写真にも中林が起用されている[1]。
2. Perfect Queen(instrumental)
3. The System
作詞：ZEEBRA、作曲：G.P. a.k.a. GREEN PEEACE
  - 餓鬼レンジャーのDJ GP a.k.a GREEN PEEACEを迎えた作品。
4. The System(instrumental)